# Weenen
Weenen is een plaats met 3100 inwoners, in de gemeente Umtshezi in het district Uthukela in de provincie KwaZoeloe-Natal in Zuid-Afrika, gelegen op de noordelijke oever van de Bosjesmanrivier.
Het is een van de oudste door Europese kolonisten gevestigde dorpen in KwaZoeloe-Natal. Het werd gevestigd in 1839 door de Voortrekkers, nadat de Zoeloes op 17 februari 1838 (na Piet Retief te hebben gedood) op de nabijgelegen heuvel Bloukrans (of Blaauwekrans) 41 mannen, 57 vrouwen en 97 kinderen doodden. Het dorp dankt zijn naam aan deze treurige gebeurtenis en is de toenmalige spelling van het Nederlandse woord wenen. Een museum in het dorp is gewijd aan de gebeurtenis. Nabij Bloukrans staat een monument ter nagedachtenis aan het bloedbad.
In 1907 werd een smalspoorlijn aangelegd om het dorp te verbinden met Estcourt, dat 47 kilometer westwaarts gelegen is. De spoorlijn bleef tot 1983 in bedrijf. De landbouwbedrijven in Weenen produceren groenten, luzerne, pinda's en citrusvruchten.

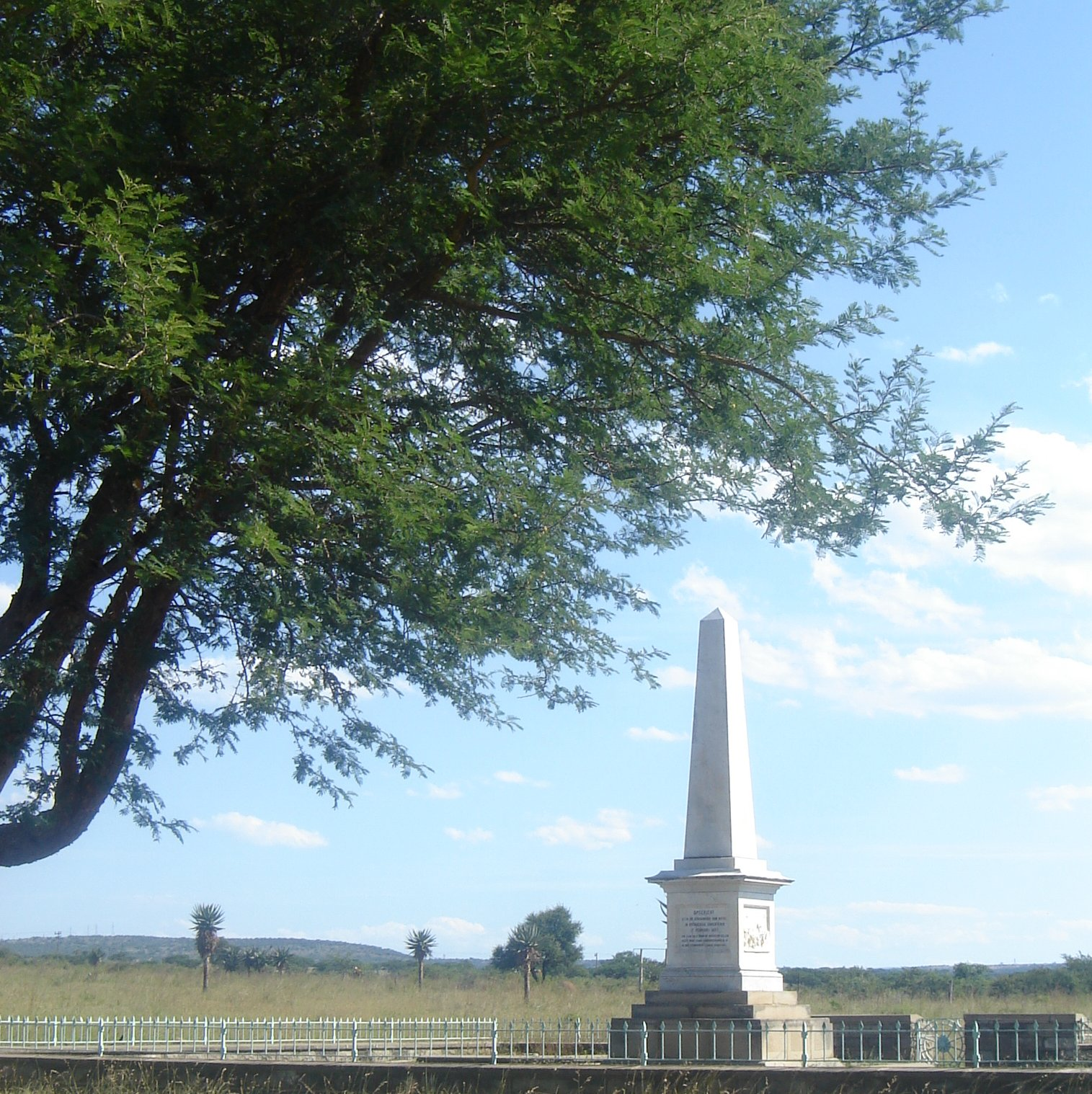
Monument bij de Bloukrans ter nagedachtenis aan het bloedbad van 17 februari 1838

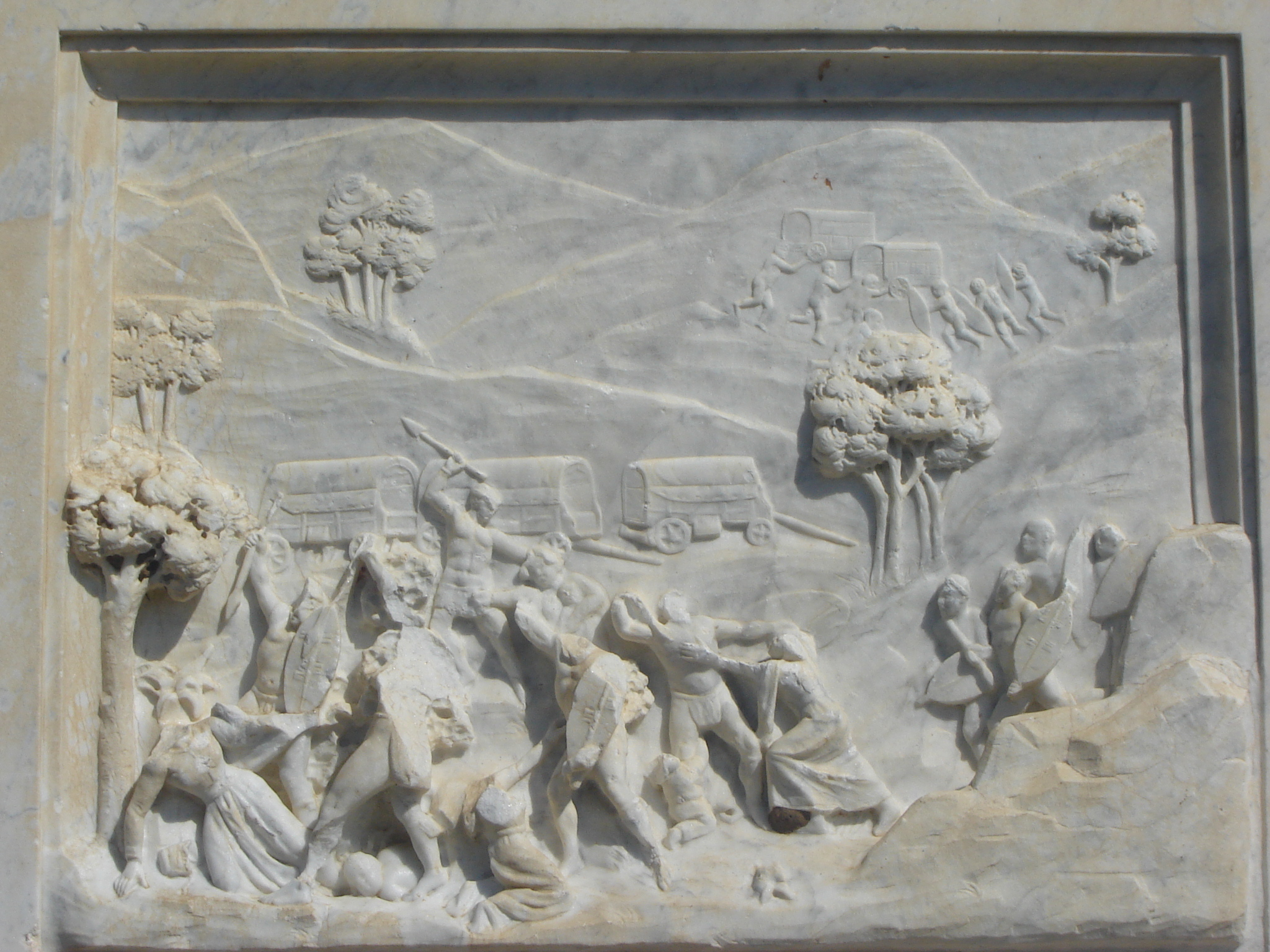
Gevandaliseerde gedenkplaat op het monument die de gebeurtenissen van 17 februari 1838 weergeeft

## Subplaatsen
Het nationaal instituut voor de statistiek, Stats SA, deelt sinds de census 2011 deze hoofdplaats in in zogenaamde subplaatsen (sub place), c.q. slechts één subplaats:
Weenen SP.